# 李浩 (成化進士)
李浩（1456年—1540年），字师孟，號南庄，山西平阳府曲沃縣人。明朝政治人物。

## 生平
舉成化十九年（1483年）癸卯鄉荐，明年登進士第，初授工部都水司主事，改户部主事，丁父憂，服闋，改兵部車駕司主事，升员外郎，奉勑清理畿内諸土田，升職方郎中，册封代府溧陽王，充副使。升通政司右參議，轉左，持節充正使封晋府雲丘王，歷升左右通政、順天府尹。居二年，正德五年（1510年）二月改通政司使，八月升兵部右侍郎，十月清理军职贴黄，六年十二月轉左侍郎。嘗攝工部篆，修朝陽門，城垣通州新城。丁继母許淑人喪，賜祭葬，給驿以歸。服闋，十一年正月復除原职，仍掌通政使司事，十月拜禮部尚書，仍掌通政司事，食一品俸，賜金綺斗牛服色。十二年六月，累疏乞去位，加太子少保，给驿还乡。居家二十余年，嘉靖十九年五月卒，享年八十五，赠太子太保，谥庄简。

## 家族
曾祖李思贤，祖李龄，父李祯，高密縣丞，皆累赠通議大夫兵部左侍郎。祖妣賀氏、妣鄭氏，皆贈淑人。配田氏，累封淑人，贈夫人。子男四：長曰李金，即弟死撫為己子者也，仕為宜君知县；次李鏞，进士，河南道监察御史；次李鑌，國子生；次李鈞，秦府左長史。孙李承华、李承志，进士；玄孙李建泰，进士。